# Sanitubius anatolicus
Sanitubius anatolicus Kamura, 1989 è un ragno appartenente alla famiglia Gnaphosidae.
È l'unica specie nota del genere Sanitubius.

## Distribuzione
L'unica specie oggi nota di questo genere è stata rinvenuta in Cina, Corea e Giappone.

## Tassonomia
Per la determinazione delle caratteristiche di questo genere monospecifico sono stati esaminati gli esemplari tipo Herpyllus anatolicus Kamura, 1989.
Dal 2013 non sono stati esaminati altri esemplari, né sono state descritte sottospecie al 2015.